# Bibliothèque de référence de Toronto
La Bibliothèque de Référence de Toronto est une bibliothèque publique. Elle est située au coin de la rue Yonge et de l'avenue Asquith, dans le quartier Yorkville au centre-ville de Toronto, Ontario, au Canada. La Bibliothèque de Référence de Toronto est la succursale la plus grande et la plus visitée du réseaux des bibliothèques publiques de Toronto (TPL).
La bibliothèque est la plus grande bibliothèque de référence publique au Canada avec une vaste collection de livres, de manuscrits, de microfilms et autres documents. La plus grande partie des collections est destinée à un usage de référence uniquement, et le public ne peut pas emprunter ces documents pour les utiliser en dehors de la bibliothèque. En plus de l'accès à ses collections, la bibliothèque accueille également un certain nombre d'événements de lecture publique, et offre des services aux publics.

## Bâtiment

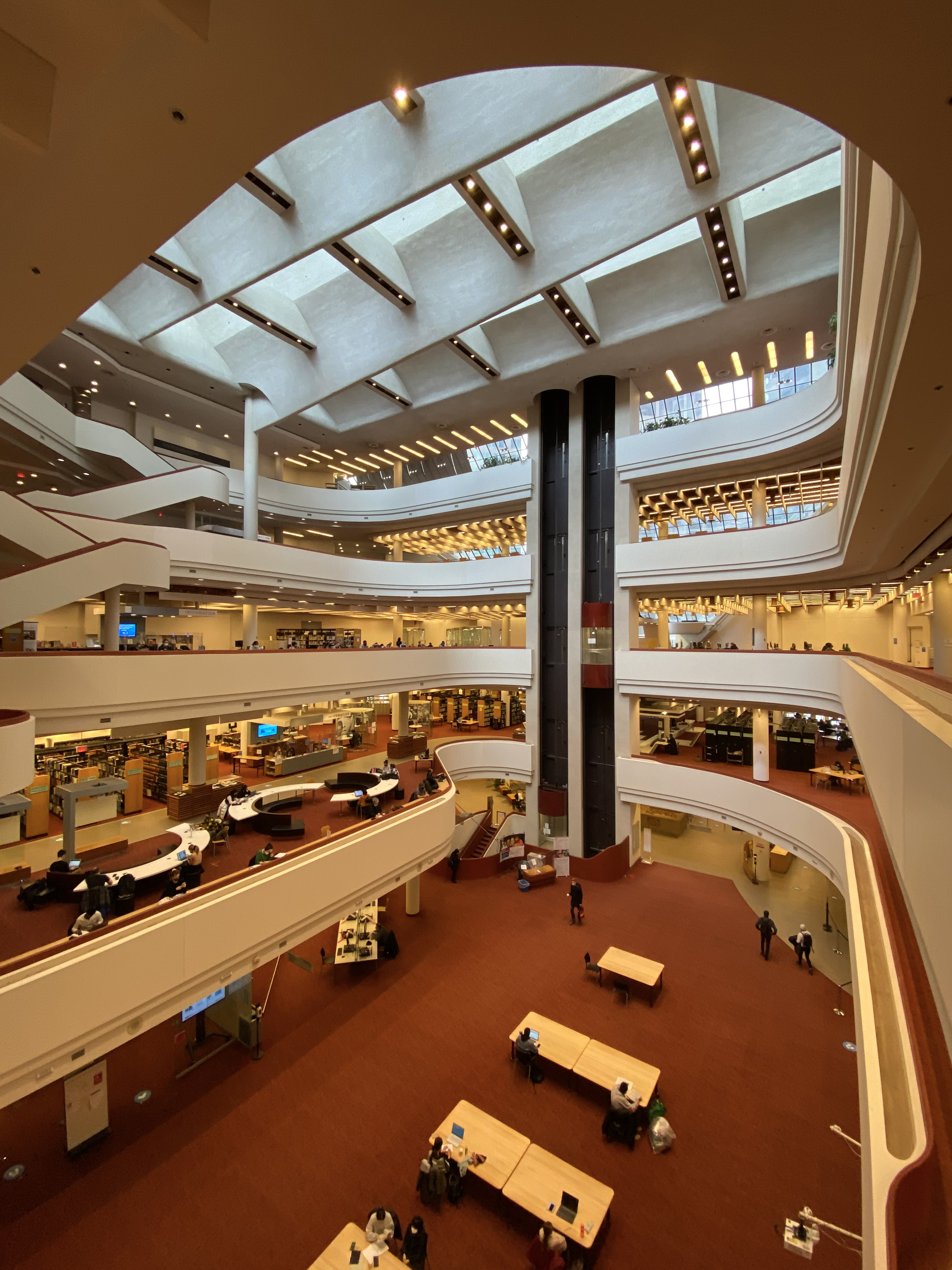
L'atrium central depuis les niveaux supérieurs du bâtiment

Le bâtiment a été conçu par Raymond Moriyama Architects au milieu des années 1970. Avec ces 39 626,4 m² (426 535 pieds carrés), le bâtiment s'étend sur quatre double-étages et est la plus grande succursale du réseau de bibliothèques publiques de Toronto (TPL) par zone. Le bâtiment mesure environ 36 mètres (119 pieds) à son point le plus haut.

## Collection

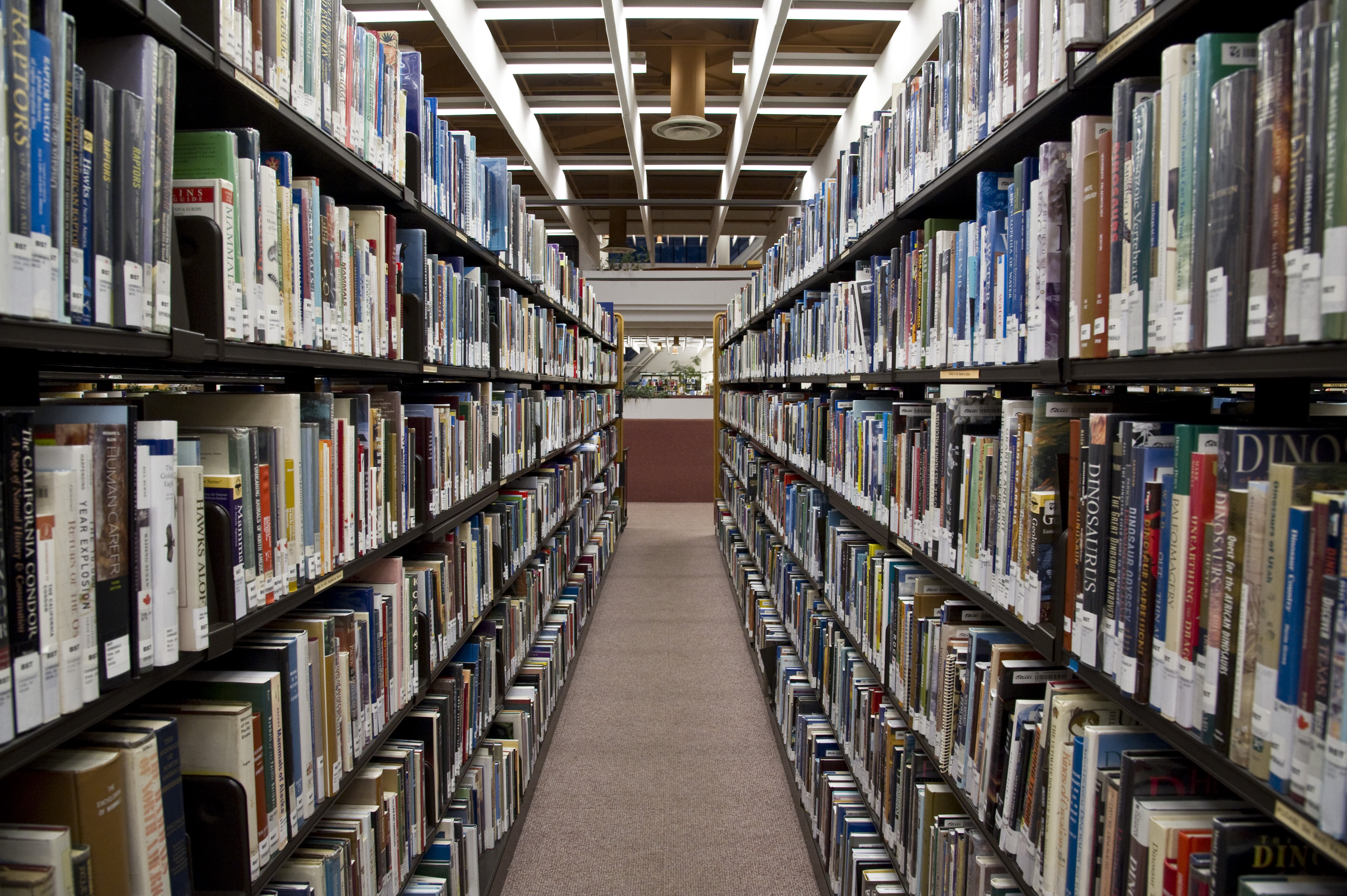
Rayonnages de la bibliothèque

La Bibliothèque de Référence de Toronto est la plus grande bibliothèque de référence publique au Canada. Comme elle fonctionne sur le modèle des bibliothèques de référence, la plus grande partie des collections ne circulent pas ; et les publics ne peuvent pas emprunter la plupart de ces articles pour une utilisation en dehors de la bibliothèque. Cependant, les collections de la Bibliothèque de Référence de Toronto comprennent un faible nombre de livres en circulation, de DVD et de partitions musicales qui peuvent être empruntés par les membres du réseau TPL pour une utilisation en dehors de la bibliothèque. En 2018, il y a eu plus de 375 000 emprunts.
Les articles sont répartis dans les différents niveaux du bâtiment par discipline et sujet. En mars 2016, la bibliothèque comptait environ 15 000 vinyles dans sa collection. Plus de 80 kilomètres de rayonnages sont utilisés pour abriter les collections et on compte plus de 1,6 million d'articles sur les étagères.

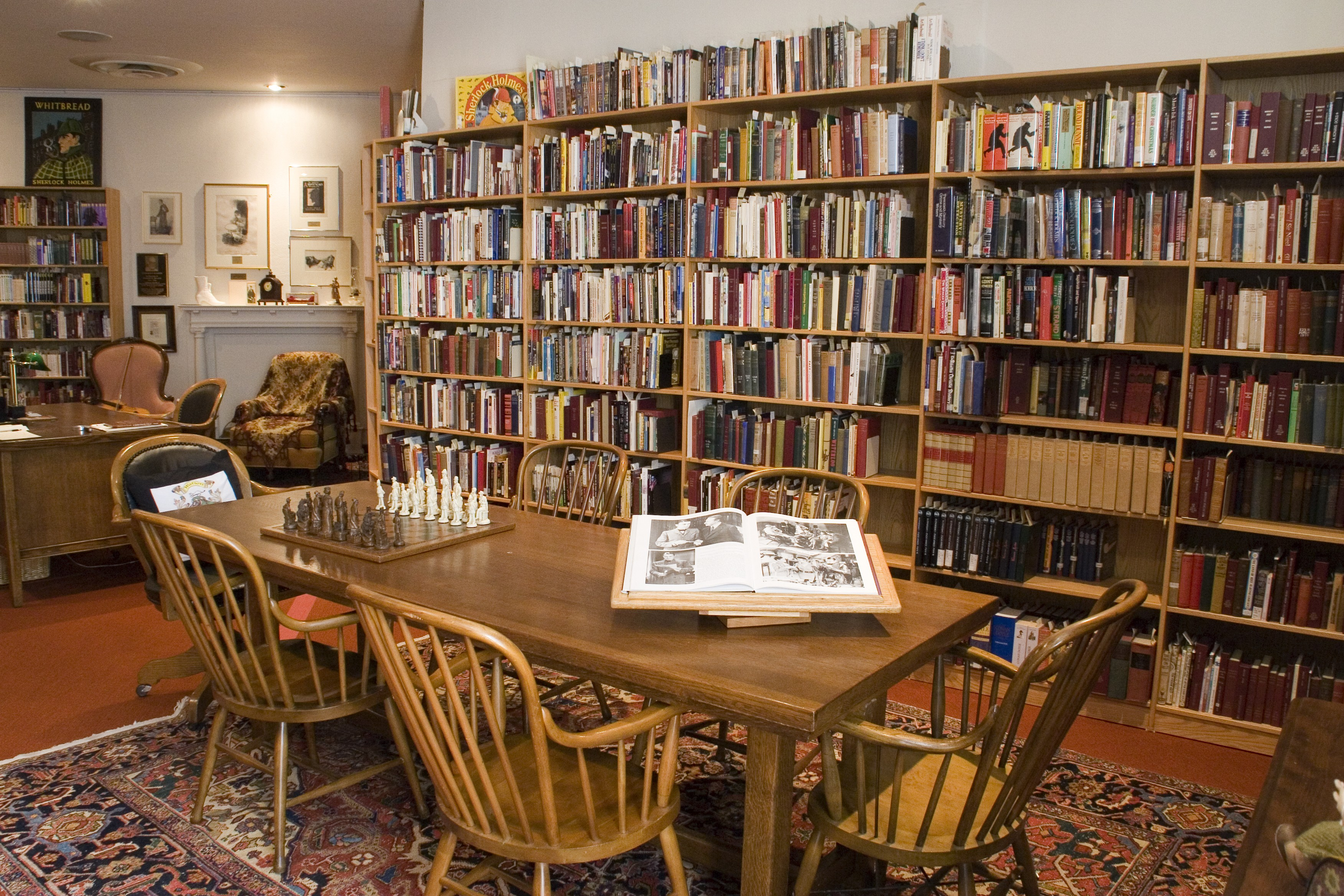
La salle de travail de Holmes contient la collection spéciale de la bibliothèque sur Arthur Conan Doyle

En plus de ses collections régulières, la bibliothèque de référence détient également un certain nombre de collections spéciales de la Bibliothèque publique de Toronto. La plupart sont conservées au Marilyn & Charles Baillie Special Collections Centre au quatrième étage du bâtiment, ou à la Gallery TD située au rez-de-chaussée du bâtiment. Plus de 2 millions d'articles sont stockés dans le Marilyn & Charles Bailie Special Collections Centre. La Collection Baldwin de Canadiana est une collection spéciale de ressources et documents fondamentaux concernant l'histoire du Canada avant la Confédération. Cette collection porte le nom de Robert Baldwin, chef du mouvement réformé dans le Haut-Canada au milieu du XIXe siècle.
Les collections de livres rares détenues à la bibliothèque comprennent la collection d'Arthur Conan Doyle. Les articles sont conservés dans une pièce de style victorien inspirée du bureau du 221B Baker Street, la maison du personnage fictif de Doyle, Sherlock Holmes. Cette collection a été constituée en grande partie en 1969, après que TPL ait acheté environ 500 livres de la succession d'Arthur Vincent Baillie, parmi lesquels 200 étaient consacrés à Holmes. La collection s'est depuis élargie pour inclure des milliers de manuscrits originaux, des photographies de Doyle, ainsi que des traductions de ses œuvres. La collection a depuis été complétée par plus de 1 500 articles de Harold Mortlake, plus de 200 éditions du collectionneur américain Nathan L. Bengis et un certain nombre d'articles de S. Tepper Bigelow.

## Fonctionnement

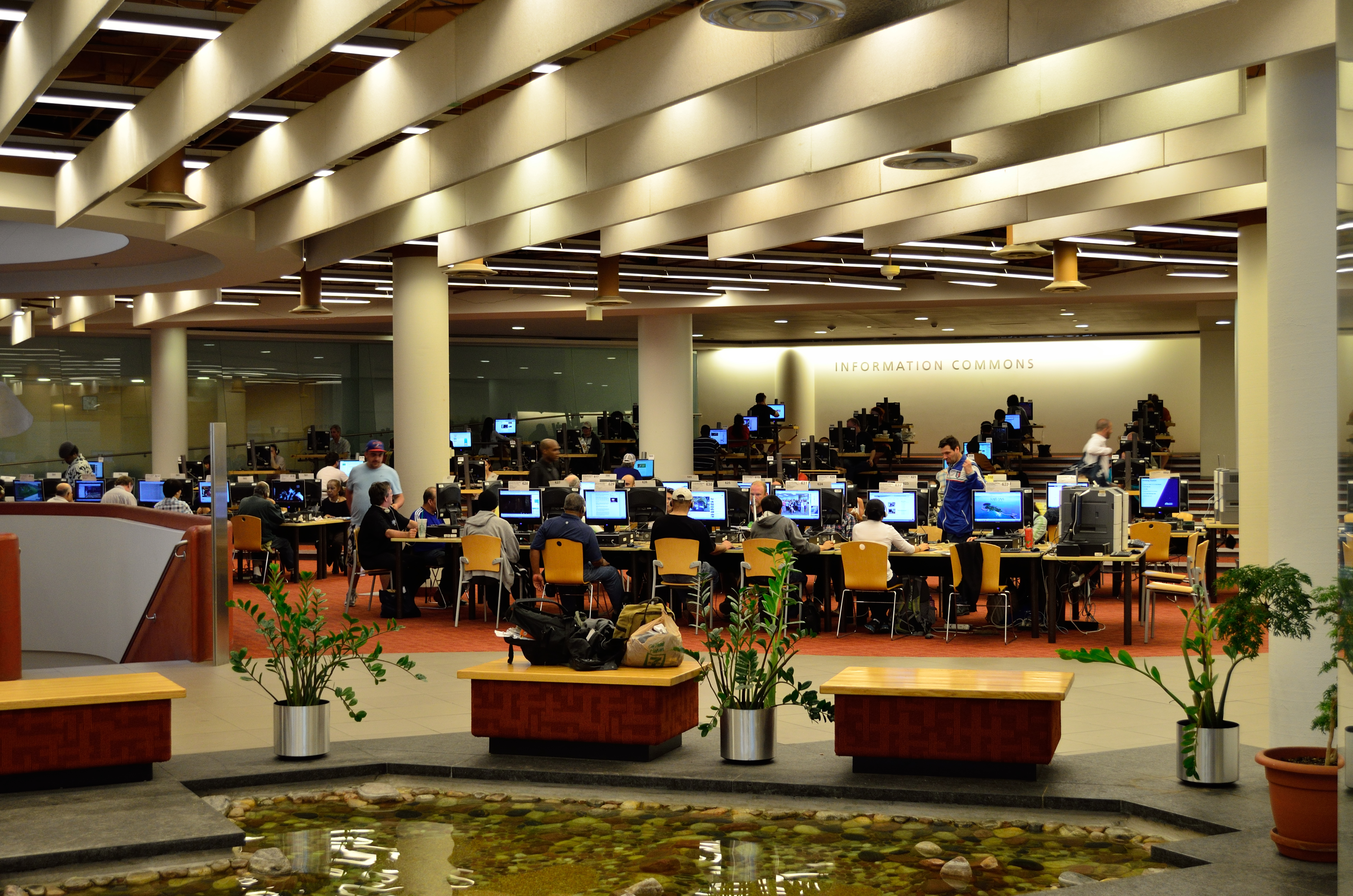
Des ordinateurs sont disponibles à la Bibliothèque de Référence de Toronto.

La bibliothèque de référence est la succursale la plus visitée de la bibliothèque publique de Toronto, elle accueille en moyenne plus de 1,5 million de visiteurs chaque année. La bibliothèque offre aux membres de TPL un accès à ses collections, une programmation d'événementielle, des salles de travail, des postes de travail et des ordinateurs. Environ 1 250 places sont disponibles à la Bibliothèque de Référence de Toronto.
En plus de l'accès à ses collections, la bibliothèque offre également un certain nombre de services aux publics. En juin 2018, la bibliothèque disposait de trois imprimantes 3D, mises à disposition des membres de TPL. La bibliothèque dispose également d'une presse pour imprimer des livres de poche en auto-édition, et d'un studio avec un fond vert pour la photographie et l'enregistrement audio/vidéo. La bibliothèque de référence accueille également un certain nombre d'événements gratuits dans son amphithéâtre de 575 places.